# Mansión de Asare
La Mansión de Asare (en letón: Asares muiža) es una casa señorial en el municipio de Aknīste, antiguo municipio de Asare, distrito de Jēkabpils, Letonia. La mansión fue construida en 1749, reconstruida en el siglo XIX en estilo neogótico, y sufrió un incendio en 1926.  Durante la reforma agraria de Letonia de 1920 la mansión fue nacionalizada y las tierras parceladas. Antes de la reforma la casa señorial perteneció a la familia Walther-Wittenheim. Actualmente solo se conservan unas impresionantes ruinas.